# Ceratophyllus gilvus
Ceratophyllus gilvus är en loppart som beskrevs av Jordan et Rothschild 1922. Ceratophyllus gilvus ingår i släktet Ceratophyllus och familjen fågelloppor. Inga underarter finns listade i Catalogue of Life.